# Luana Tanaka
Luana Tanaka Ostan (São Paulo, 11 de outubro de 1989) é uma atriz brasileira.

## Biografia
Descendente de japoneses, Luana interpretou a decasségui Keiko, na novela Morde & Assopra. Em 2013, participou do seriado Sessão de Terapia, dando vida a Lia  e em 2014, foi Elda, perita e melhor amiga de Vera (Luana Piovani), no seriado Dupla Identidade, de Glória Perez. Em 2017, integrou o elenco de Novo Mundo, na pele da grande vilã Miss Liu, a personagem foi baseada na vida da pirata chinesa Madame Ching.

## Filmografia

### Televisão
| Ano           | Título             | Personagem       | Notas                                                 |
| ------------- | ------------------ | ---------------- | ----------------------------------------------------- |
| 2009          | Programa Piloto    | Laura            | Especial de fim de ano                                |
| 2010          | Araguaia           | Drª. Murakami    |                                                       |
| 2011          | Morde & Assopra    | Keiko Tanaka     |                                                       |
| 2013–14       | Sessão de Terapia  | Lia Braga        | Temporadas 2–3                                        |
| 2014          | Dupla Identidade   | Elda             |                                                       |
| 2015          | Vizinhos           | Yumi             | Episódio: "Do Lado De Lá" Episódio: "Um Dia De Fúria" |
| 2016–19       | A Garota da Moto   | Fang             |                                                       |
| 2016          | 3%                 | Ágata            | Temporada 1                                           |
| 2017          | Novo Mundo         | Miss Liu Madison |                                                       |
| 2018          | Assédio            | Duda             |                                                       |
| 2020          | Onisciente         | Olívia Okamoto   |                                                       |
| 2023          | Travessia          | Kátia            | Episódio: "21 de abril"                               |
| 2023          | Negociador         | Tina             |                                                       |
| 2024–presente | Mila no Multiverso | Olivia           |                                                       |
| 2024          | No Rancho Fundo    | Almira Kobayashi | Episódio: "24 de setembro"                            |
| 2025          | Dona de Mim        | Gisele           |                                                       |

### Cinema
| Ano  | Título                       | Personagem      | Notas          |
| ---- | ---------------------------- | --------------- | -------------- |
| 2010 | Café con Piernas             | Chii            |                |
| 2010 | Inside Car SP                | Rebeca          |                |
| 2013 | A Árvore                     | Luana           | Curta-metragem |
| 2014 | Superpai                     | Scheila         |                |
| 2015 | Hannya                       |                 |                |
| 2016 | Meu Amigo Hindu              | Garota na boate |                |
| 2017 | Oni                          | Shigeka         | Curta-metragem |
| 2018 | Tempo de Ir, Tempo de Voltar |                 | Curta-metragem |
| 2021 | Detetive Madeinusa           | Zuleide         |                |

### Videoclipe
| Ano  | Título          |
| ---- | --------------- |
| 2011 | Coração Coragem |

## Teatro
| Ano  | Título                | Personagem          |
| ---- | --------------------- | ------------------- |
| 2006 | Asas da Mente         | Ser do Inconsciente |
| 2009 | Justine               | Senhora du Buisson  |
| 2009 | A Filosofia na Alcova | Eugénie             |
| 2012 | Biodramas             |                     |
| 2013 | L.E.R                 | [ 16 ]              |
| 2015 | Bruto                 | [ 17 ]              |